# 113-я стрелковая дивизия (1-го формирования)
113-я стрелковая дивизия — воинское соединение Вооружённых Сил СССР, принимавшее участие в советско-польской войне 1939 года, советско-финской, а также в Великой Отечественной войне.

## История дивизии
Дивизия была сформирована 8 сентября 1939 года в Рыльске (Орловский военный округ) на базе 164-го стрелкового полка 55-й стрелковой дивизии (Источник: Журнал боевых действий 113 сд.).)
Принимала участие в присоединении Западной Белоруссии и Советско-финской войне. (113 сд. Журнал боевых действий.https://proza.ru/2020/08/25/780).
Дислоцировалась в Слуцке. В мае 1941 года, вместе с 42-й, 56-й, 75-й и 85-й стрелковыми дивизиями Западного Особого военного округа, была выдвинута ближе к границе.
На 22 июня дивизия располагалась в Семятыче и окрестных деревнях (Западная Белоруссия). Перед дивизией стояла задача обороны государственной границы с Цехановеца (включая город) на севере и до полосы обороны 49-й стрелковой дивизии. С началом войны дивизия должна была вместе с 49-й стрелковой дивизией войти в состав 2-го стрелкового корпуса. Однако на начало войны корпусное управление находилось в Минске, и дивизия была включена в состав 5-го стрелкового корпуса.
В составе действующей армии с 22 июня по 19 сентября 1941 года.
22 июня, с началом войны, попала под мощный артиллерийский обстрел и авиационный налёт и понесла значительные потери. Тем не менее, дивизия была приведена в порядок и выступила из Семятыче на северо-запад для занятия рубежа обороны. На марше колонна дивизии была атакована в правый фланг частями 9-го армейского корпуса и рассеяна. Уцелевшие подразделения дивизии к утру 23 июня отступили за Нурец и находились в районе Боцьки. Часть 679-го стрелкового полка и 149-й разведбатальон, не успевшие отойти за Нурец, были уничтожены в районе южнее Боцьки. 725-й стрелковый полк отошёл в полосу 49-й стрелковой дивизии и действовал в дальнейшем вместе с ней.
Войска противника быстро прорвали оборону дезорганизованных остатков дивизии на реке Нурец и продолжили наступление. Фактически дивизия как соединение прекратила существование. Тем не менее отдельные подразделения смогли выйти из окружения, а второй, тыловой эшелон дивизии, не участвуя в боях, сумел отступить к Слуцку, где был привлечён к организации обороны в Слуцком укреплённом районе.
Дивизия была официально расформирована 19 сентября 1941 года.

## Подчинение
| Дата              | Фронт (округ)  | Армия      | Корпус (группа)       | Примечания |
| ----------------- | -------------- | ---------- | --------------------- | ---------- |
| 22 июня 1941 года | Западный фронт | 10-я армия | 5-й стрелковый корпус |            |
| 01 июля 1941 года | Западный фронт | 10-я армия |                       |            |

## Состав
- 513-й стрелковый полк
- 679-й стрелковый полк
- 725-й стрелковый полк (к-р - полковник М.В. Тумашев)[2]
- 451-й артиллерийский полк
- 416-й гаубичный артиллерийский полк
- 239-й отдельный истребительно-противотанковый дивизион
- 49-й отдельный зенитный дивизион
- 149-й разведывательный батальон
- 204-й отдельный сапёрный батальон
- 228-й отдельный батальон связи
- 201-й медико-санитарный батальон
- 150-й взвод дегазации
- 113-й автотранспортный батальон
- 139-я полевая хлебопекарня
- 195-я дивизионная ремонтная мастерская
- 350-я парковая мастерская
- 83-я полевая почтовая станция
- 406-я полевая касса Госбанка

## Командиры
- Нечаев, Александр Николаевич (до 12.02.1940), полковник
- Алавердов, Христофор Николаевич, комбриг, с 05.06.1940 генерал-майор (с 12.02.1940 по 17.08.1941)

## Герои Советского Союза 113 стрелковой дивизии[6]
- Бяков Алексей Иванович
- Долгий Борис Семенович
- Жолоб Степан Михайлович
- Журавлев Степан Михайлович
- Марков Иван Петрович
- Рапейко Максим Осипович
- Рашевский Александр Ефимович
- Румянцев Никита Иванович
- Рябыкин Фёдор Иванович
- Сухих Николай Анисимович
- Фролов Василий Михайлович